# Cryptocellus albosquamatus
Cryptocellus albosquamatus är en spindeldjursart som beskrevs av Cooke 1967. Cryptocellus albosquamatus ingår i släktet Cryptocellus och familjen Ricinoididae. Inga underarter finns listade i Catalogue of Life.